# کیک هویج
کیک هویج کیکی است که شامل هویج مخلوط با کره است. هویج معمولاً در مرحلهٔ پخت‌وپز نرم می‌شود، و کیک بافت نرم و متراکمی دارد.

## پخت و مواد تشکیل دهنده

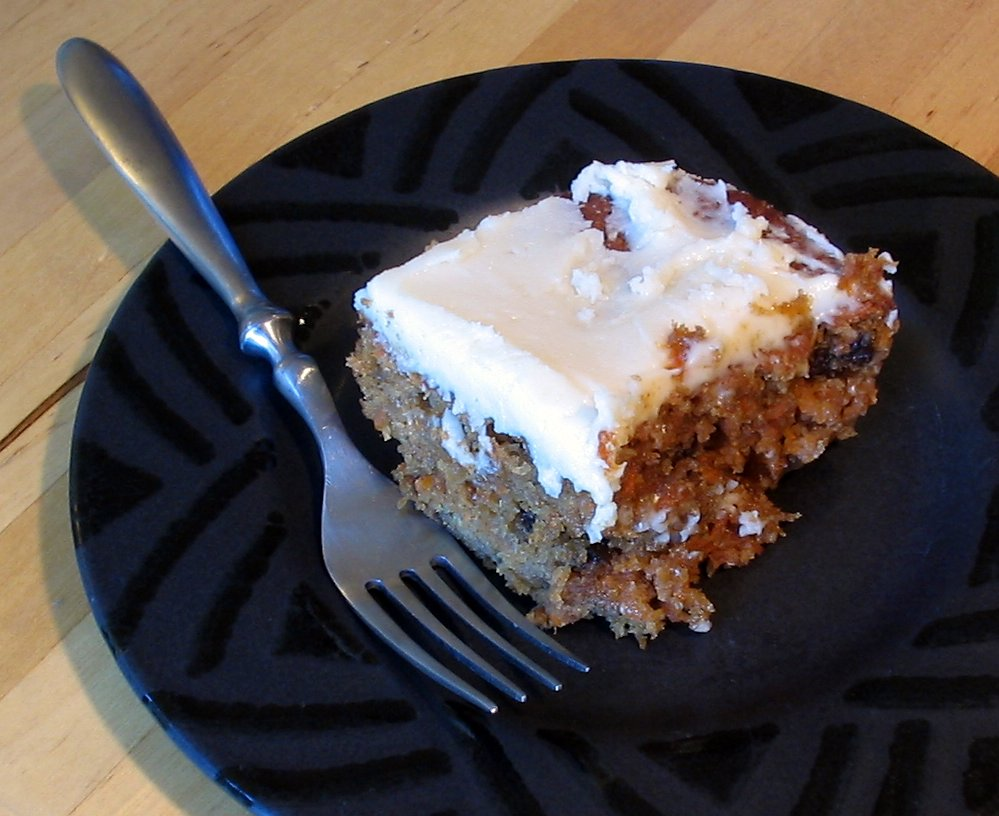
یک تکه برش داده شده از کیک هویج

در روش آماده‌سازی کیک هویج خیلی شبیه نان سریع است (تمام مواد تشکیل‌دهندهٔ مرطوب، مثل تخم‌مرغ و شکر مخلوط شده، تمام مواد تشکیل‌دهندهٔ خشک باهم مخلوط شده و سپس مواد تشکیل‌دهندهٔ مرطوب به آن افزوده می‌شود) و سرانجام قوام می‌یابد. (که معمولاً سفت‌تر از کیک سنتی است و به آن آرد سوخاری می‌ریزند).
بسیاری از دستور پخت‌های کیک هویج شامل مواد تشکیل‌دهندهٔ دیگری مانند: کیرش، دارچین، فندقی، آناناس و کشمش هستند. رایج‌ترین یخ‌چینه در روی کیک هویج یخ‌چینهٔ مخلوط شکر و آب لیمو یا یخ‌چینهٔ شکر و کیراش (اروپا) و یخ‌چینه‌ای با یخ‌چینهٔ شکر، کره و پنیر خامه‌دار است. (ایالات متحده)
چون کیک آب‌دار است آن را می‌توان طولانی‌تر از بیشتر انواع کیک نگهداری کرد.
در ایران کیک هویج با گردو طرفدار زیادی دارد

## عرضه

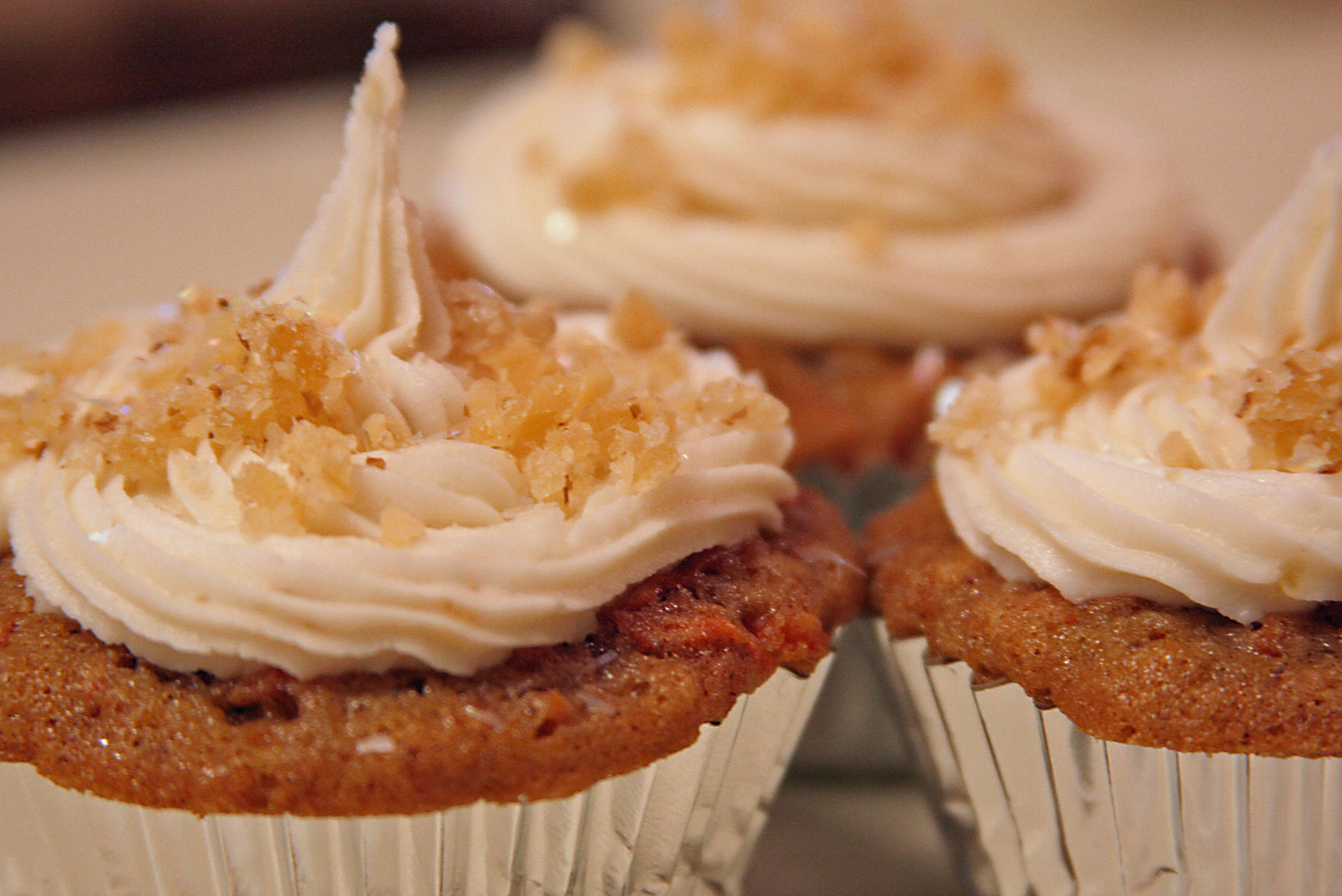
کیک فنجانی کیک هویج با یخ‌چینهٔ زنجفیلی میوه آب‌نباتی

کیک هویج را می‌توان به طور ساده خورد، اما عموماً کیک را قطعه قطعه کرده و در یخ‌چینهٔ سفید یا یخ‌چینهٔ پنیر خامه‌ای و مغز گردو غوطه‌ور کرده یا روی آن می‌ریزند. معمولاً کیک را با یخ‌چینه پوشانده یا با خمیر بادام به شبیه هویج می‌سازند. کیک هویج به شکل قرص نان، کیک تخته‌ای و کیکی فنجانی رایج‌تر است (و در انگلستان مانند آمریکای شمالی) آن را می‌توان به صورت بسته‌بندی در فروشگاه‌ها یا تازه پخت در نانوایی‌ها پیدا کرد. بعضی از کیکی‌های هویج حتی به صورت لایه‌ای هستند.

## تاریخچه
از قرون وسطی از هویج در کیک‌های شیرین استفاده می‌کردند، در دوره‌ای شیرین‌کننده‌ها کمیاب و گران بود، درحالی که هویج، که از همهٔ انواع میوه غیر از چغندر قند بیشتری دارد، ساده‌تر بدست می‌آمد و برای درست کردن دسرهای شیرین استفاده می‌شد. منشأ کیک‌های هویج مورد مناقشه است. دستور پخت کیک هویج در اوایل سال ۱۸۲۷ در کتاب آشپزی فرانسوی که در انگلستان منتشر شده آمده است. دستور پخت دیگری در قرن نوزدهم از مدرسه خانه‌داری کانتون آرگاو سوئیس مانده است. طبق نوشتهٔ «دانشنامهٔ میراث آشپزی سوئیس»، کیک هویج یکی از مشهورترین کیک‌های سوئیس، بویژه در روزهای تولد بچه‌هااست.
شهرت کیک هویج احتمالاً به خاطر سهمیه‌بندی دوران جنگ جهانی دوم در بریتانیای کبیر باقی مانده است. از اوایل دههٔ ۱۹۶۰ کیک‌های هویج ابتدا در رستوران‌ها و کافه‌تریاها در ایالات متحده در دسترس عموم قرار گرفت. آنها ابتدا آیتم خبری بودند، ولی مردم چنان آنها را دوست داشتند که کیک هویج تبدیل به دسر استاندارد شد. در سال ۲۰۰۵، کانال تلویزیونی «شبکه غذایی» در میان خوردنی‌های آمریکایی کیک هویج را با یخ‌چینهٔ پنیر خامه‌ای در رتبهٔ پنجم غذاهای مورد علاقهٔ مردم در دههٔ ۱۹۷۰ قرا داد. براساس تحقیقی که در سال ۲۰۱۱ در رادیو تایمز صورت گرفت، کیک هویج پنجمین کیک مورد علاقهٔ مردم انگلستان بود.
داستان دیگری اشاره می‌کند که پس از جنگ جهانی دوم، در ایالات متحده حرص و ولع زیادی برای خوردن کنسرو هویج وجود داشت. تاجری به نام جرج سی. پیج نانوایانی را برای یافتن کاربردی برای کنسرو هویج استخدام کرد. او برای ایجاد تقاضا برای محصولش به فکر پختن کیک هویج افتاد.